# Iwan Konowodow
Iwan Nikiticz Konowodow, ros. Иван Никитич Коноводов (ur. 28 października 1885 w chutorze Bielenskij w rejonie stanicy Gundurowskaja obwodzie Wojska Dońskiego, zm. 21 stycznia 1967 w Paryżu) – rosyjski wojskowy (generał), emigracyjny pisarz, działacz kozackiego ruchu narodowego.
Ukończył szkołę miejską, a następnie kozacką szkołę junkrów w Nowoczerkasku. Od 1909 r. służył w 3 Dońskim Pułku Kozackim. Brał udział w I wojnie światowej. Wiosną 1917 r. został wybrany delegatem pułku 1 Krąg Wojskowy. Na początku 1918 r. wstąpił do Armii Dońskiej. Uczestniczył w formowaniu Gundurowskiego Pułku Gieorgijowskiego. W listopadzie 1919 r. awansował do stopnia generała majora. Dowodził 6 Dońską Brygadą Pieszą, a następnie 8 Dońską Dywizją Konną. Wiosną 1920 r. został dowódcą 1 Brygady 3 Dońskiej Dywizji Konnej. Na początku listopada tego roku na krótko objął dowodzenie 2 Dońskiej Brygady Konnej. W połowie listopada wraz z wojskami Białych został ewakuowany do Gallipoli. Na emigracji zamieszkał w Bułgarii. Pracował jako drwal, a następnie górnik. W 1928 r. wyjechał do Francji. Był pomocnikiem rolniczym na południu Francji. Następnie zamieszkał w Paryżu, gdzie wytwarzał baletki dla balerin miejscowej opery. Jednocześnie zaangażował się w działalność kozackiego ruchu narodowego. Od 1934 r. redagował pismo "Kazaczje jedinstwo". Był członkiem Związku Kozackiego. Prowadził wykłady i odczyty dotyczące spraw kozackich. Podczas II wojny światowej był przedstawicielem Kozackiego Ruchu Narodowo-Wyzwoleńczego we Francji. Brał udział w akcji werbunkowej do kozackich oddziałów wojskowych w służbie niemieckiej. W 1951 r. wszedł w skład kierownictwa Związku Kozackiego. W 1965 r. napisał 2-tomową książkę pt. "Kazaczij narod".